# William Hooper
William Hooper (17 juni 1742–14 oktober 1790), var en amerikansk advokat, politiker, och en medlem av den kontinentala kongressen där han representerade North Carolina från 1774 till 1777. Hooper var även en av de som undertecknade USA:s självständighetsförklaring.